# Renato Olmi
Renato Olmi (12. červenec 1914, Trezzo sull'Adda, Italské království – 15. květen 1985, Crema, Itálie) byl italský fotbalista. Hrával na pozici záložníka.
Fotbalovou kariéru začal v 15 letech v klubu Crema. V roce 1933 přešel k městskému rivalu US Cremonese a v roce 1936 odešel na jednu sezonu do Brescie. Až v klubu Ambrosiana-Inter hrál od sezony 1937/38 nejvyšší ligu. Zde vyhrál své jediné dva tituly (1937/38, 1939/40). V sezoně 1941/42 hrál 18 utkání za Juventus, ale na další sezonu se vrátil zpět do Ambrosiany. Fotbalovou kariéru ukončil v roce 1947 v mateřském klubu Crema.
S italskou reprezentací vyhrál MS 1938, byť byl náhradníkem a na turnaji do hry nezasáhl. Celkem za národní tým odehrál 3 utkání.
V roce 2015 mu mateřský klub Crema vyřadil číslo 5 a byla po něm pojmenována severní tribuna jejího stadionu.

## Hráčská statistika
| Sezóna                 | Klub                   | Liga                   | Liga   | Liga | Ligové poháry | Ligové poháry | Ligové poháry | Kontinentální poháry | Kontinentální poháry | Kontinentální poháry | Celkem | Celkem |
| Sezóna                 | Klub                   | Soutěž                 | Zápasy | Góly | Soutěž        | Zápasy        | Góly          | Soutěž               | Zápasy               | Góly                 | Zápasy | Góly   |
| ---------------------- | ---------------------- | ---------------------- | ------ | ---- | ------------- | ------------- | ------------- | -------------------- | -------------------- | -------------------- | ------ | ------ |
| 1937/38                | Ambrosiana-Inter       | Serie A                | 30     | 0    | IP            | 2             | 0             | Stř.P                | ?                    | ?                    | 32+    | 0+     |
| 1938/39                | Ambrosiana-Inter       | Serie A                | 27     | 1    | IP            | 4             | 0             | Stř.P                | ?                    | ?                    | 31+    | 1+     |
| 1939/40                | Ambrosiana-Inter       | Serie A                | 23     | 0    | IP            | 1             | 0             | -                    | 0                    | 0                    | 24     | 0      |
| 1940/41                | Ambrosiana-Inter       | Serie A                | 27     | 0    | IP            | ?             | ?             | -                    | 0                    | 0                    | 29+    | 0+     |
| 1941/42                | Juventus               | Serie A                | 18     | 1    | IP            | 5             | 0             | -                    | 0                    | 0                    | 23     | 1      |
| 1942/43                | Ambrosiana-Inter       | Serie A                | 10     | 0    | IP            | ?             | ?             | -                    | 0                    | 0                    | 10+    | 0+     |
| Celkem v nejvyšší lize | Celkem v nejvyšší lize | Celkem v nejvyšší lize | 135    | 2    | -             | 12+           | 0+            | -                    | ?                    | ?                    | 147+   | 2+     |

## Hráčské úspěchy

### Klubové
- 2× vítěz italské ligy (1937/38, 1939/40)
- 2x vítěz italského poháru (1938/39, 1941/42)

### Reprezentační
- 1x na MS (1938 - zlato)